# Kniha Drnovská
Kniha Drnovská (lat. Codex Drnovicensis, něm. Drnowitzer Rechtsbuch) je česky psaná moravská právní kniha, obsahující souhrn moravského obyčejového práva.
Autograf vznikl přibližně v první čtvrtině 16. století a byl uspořádán Ctiborem Drnovským z Drnovic. Na tento rukopis navazovaly opisy pozdějších písařů, kteří při opisování rukopisu podle svého vlastního uvážení vynechávali nebo naopak
přidávali jiné starší i mladší půhony a nálezy.
Kniha Drnovská navazuje na Knihu Tovačovskou a zřejmě na již nedochované starší moravské právní texty.
Struktura knihy je poměrně ustálená, kdy většinou jeden článek je půhonem, kde se konstatuje skutkový a právní stav věci; následující článek obsahuje zobecněné pravidlo, a na konci tohoto článku je výslovně uvedeno, jaký byl nález, tedy výrok.
Ve Slezsku, kde chyběly vlastní původní právní knihy, byly odvozené verze Knihy Drnovské velmi populární a vytvořily vlastní osobitou větev rukopisů (např. rukopis knihy Drnovské někdy Jiřího Sedlnického).
Jako právní památku vydal Knihu Drnovskou roku 1868 Vincenc Brandl.